# 3939 Huruhata
3939 Huruhata (1953 GO) là một tiểu hành tinh vành đai chính được phát hiện ngày 7 tháng 4 năm 1953 bởi Reinmuth, K. ở Heidelberg.